# 홍콩 지하철 현대로템 전동차
현대로템 전동차(중국어 정체자: 港鐵東鐵綫現代列車, 영어: Hyundai Rotem EMU, R-트레인 또는 1141B라고도 부름)는 홍콩의 지하철에 사용중인 통근형 전동차의 후속모델이다. 이 9량 편성은 동철선의 연장구간을 운행하기 위해 현대로템에서 40억 홍콩 달러를 들여 생산하고 있다. 37대의 열차가 2012년 12월에 납품되었고 첫 배송은 2015년에 이루어졌다. 열차는 2020년 9월부터 점진적으로 운행되며,  모든 편성은 홍함-애드미럴티 구간의 개통에 맞춰 2022년 1/4분기까지 운행하게 되며, 이때 모든 메트로 캠멜 전동차는 2022년 5월 퇴역하고, SP1900 전동차는 동철선에서 철수하여 튄마선으로 재할당되었다.

## 편성
구성은 D001/D003(1 편성)부터 D127/D129(43 편성)까지이다. 이 열차도 각 편성마다 한 대의 1등석이 예약되어 있다. 9량 편성은 기존의 12량짜리 동철선 열차보다 짧다. 새로운 구성이 기존의 과밀 문제를 악화시킬지도 모른다는 우려가 있다. 그러나, 교통주택국과 MTRC는 새로운 신호 체계와 더 높은 열차 속도가 배차 간격을 3분에서 2분으로 늘릴 것이라고 제안했다. 또한, 2019년 새로 개통한 튄마선의 카이탁-홍함 구간이 완공된 후 기존 동철선 승객의 20%가 새로운 연장구간을 이용하게 된다.

## 열차 구성
현대로템 전동차가 기존 열차보다 발전된 요소는 아래와 같다.:
- 이 열차의 외관은 비상구가 있다는 점을 포함하여 C-트레인의 외관과 유사하며, 이는 구 KCR 네트워크의 열차에서 처음으로 장착된 것이다.(이러한 출입구는 사전 개조된 메트로 캠멜 열차에 존재하긴 했다.). 그리고 남부섬선에서 운영되는 것과 동일한 도색으로 되어있다. 그러나 운전실 끝은 약간 각진 프론트엔드와 수정된 헤드라이트 클러스터를 포함하여 약간의 차이가 있다.
- 이 열차의 출입문은 합병전 MTR 열차와 유사하게 보다 균등하게 분포되어 있다. 이는 특히 일반석과 구별하기 위해 출입문을 노란색으로 칠한 1등석 구획에서 두드러진다. 1등석의 출입문 위치는 두 개 모두 일반 탑승에 사용할 수 있도록 하였으며, 이전 편성에 있던 오프셋 배열을 사용할 수 없다.
- 통로 연결막 인근의 좌석이 수평으로 배치되어 있어 입석 공간을 확보할 수 있다. 새로운 신호 시스템은 또한 향후 연장구간의 스크린도어와도 호환된다.
- 열차 칸은 기존 열차보다 넓어 수용량이 늘어났다.
- 모든 조명은 백열등 대신 LED를 사용한다.
- MTR 열차내 TV용 27인치 LCD 디스플레이 설치
- 동적 노선도 및 향상된 grab poles
- 상하이 지하철 3호선, 8호선 전동차의 유명한 grabpole과 같은 "Rugby-like" grab pole

## 열차 편성
| 도입분     | 도입일자         | 열차대수 | 객차번호              | 객차수량 | 객차수량 | 객차수량 | 객차수량 | 참고                                                     |
| ---------- | ---------------- | -------- | --------------------- | -------- | -------- | -------- | -------- | -------------------------------------------------------- |
| 도입분     | 도입일자         | 열차대수 | 객차번호              | D        | P        | M        | F        | 참고                                                     |
| 1차 도입분 | 2012년 12월 14일 | 37대     | D/P/M/F001-D/P/M/F111 | 74       | 111      | 111      | 37       | 동철선의 연장구간 개통 및 구형 전동차 대차 목적으로 구매 |
| 2차 도입분 | 2020년 5월       | 6대      | D/P/M/F112-D/P/M/F129 | 12       | 18       | 18       | 6        | 여객 수요 증가에 따른 차량 확중을 위한 추가 구매권 행사  |

객차는 크게 다섯 종류로 나뉘며, 열차의 남·북행단에 사용되는 객차 및 설비에 따라 9개의 하위 범주로 나눌수 있다(실제 생산되는 객차의 하위 범주는 8개분). 열차는 9량 1편성(D-P-M+M-P-F+M-P-D)으로 이루어졌으며, D-P-M, M-P-F, M-P-D를 한 그룹으로 하여, 객차를 섞을 때 그룹별로 옮긴다.
| 현대로템 전동차 객차구성 | 현대로템 전동차 객차구성     | 현대로템 전동차 객차구성 | 현대로템 전동차 객차구성 | 현대로템 전동차 객차구성 | 현대로템 전동차 객차구성 | 현대로템 전동차 객차구성 | 현대로템 전동차 객차구성 | 현대로템 전동차 객차구성 | 현대로템 전동차 객차구성 | 현대로템 전동차 객차구성 | 현대로템 전동차 객차구성 | 현대로템 전동차 객차구성 |             |
| 차량명                   | 차량 유형                    | 제어실                   | 전동기                   | 팬터그래프               | 보조운전 제어판          | 정면 비상문              | 측면 비상계단            | 교차선                   | 등급                     | 길이(mm)                 | 좌석                     | 입석                     | 휠체어 공간 |
| ------------------------ | ---------------------------- | ------------------------ | ------------------------ | ------------------------ | ------------------------ | ------------------------ | ------------------------ | ------------------------ | ------------------------ | ------------------------ | ------------------------ | ------------------------ | ----------- |
| D차                      | 동력 가능한 운전차           | O                        | O                        | X                        | X                        | O                        | X                        | X                        | 일반석                   | 25,000                   | 49                       | 400                      | 1           |
| F차                      | 1등석 동력차                 | X                        | O                        | X                        | O                        | X                        | X                        | X                        | 1등석                    | 24,136                   | 72                       | 0                        | 4           |
| M차                      | 동력차                       | X                        | O                        | X                        | O                        | X                        | X                        | O (MH2)                  | 일반석                   | 24,136                   | 42/46                    | 419/425                  | 1/3         |
| P차                      | 팬터그래프가 장착된 무동력차 | X                        | X                        | O                        | X                        | X                        | O                        | X                        | 일반석                   | 24,136                   | 42/46                    | 419/425                  | 1/3         |

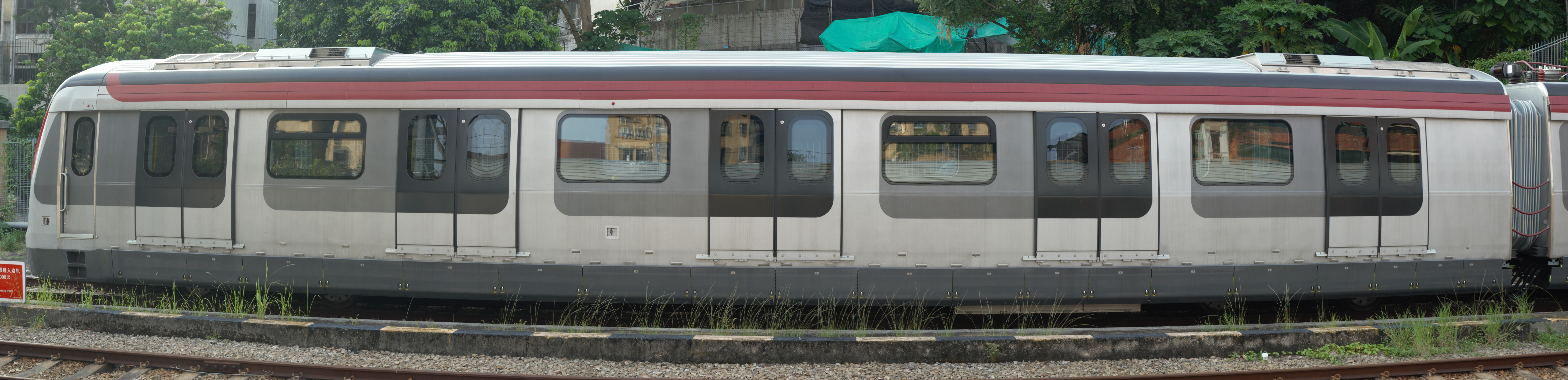
D차 (운전차), D004호 객차 측면

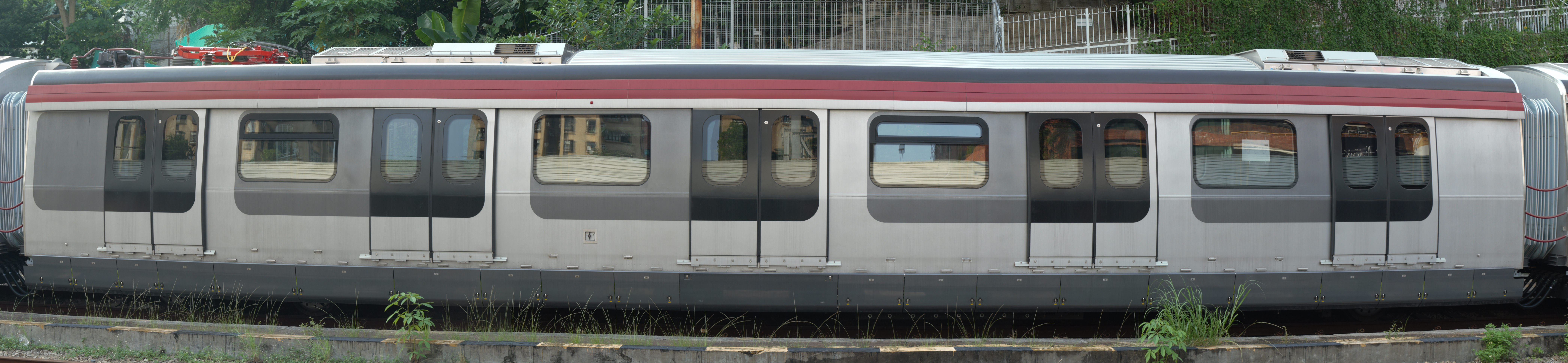
P차 (팬터그래프가 장착된 무동력차), P004호 객차 측면

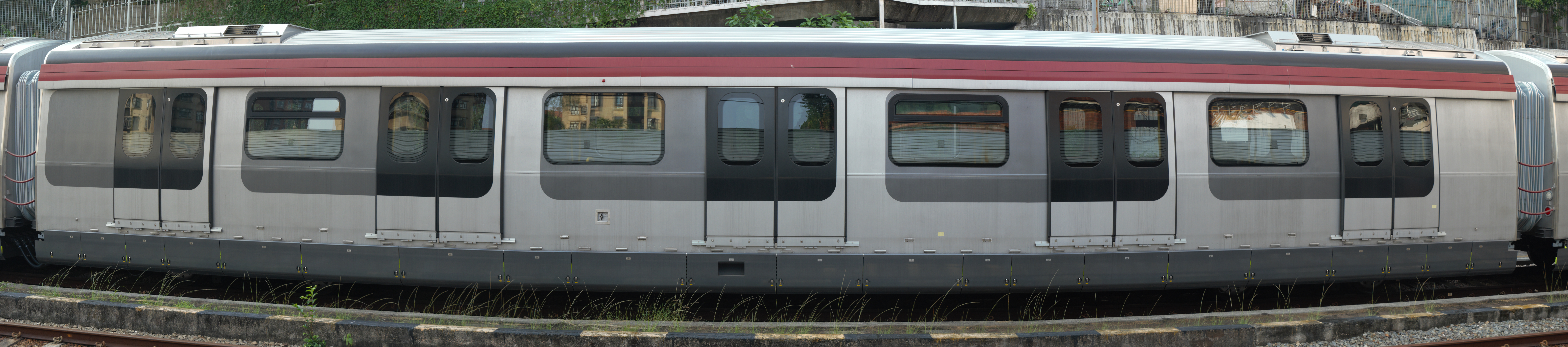
M차 (동력차), M004호 객차 측면

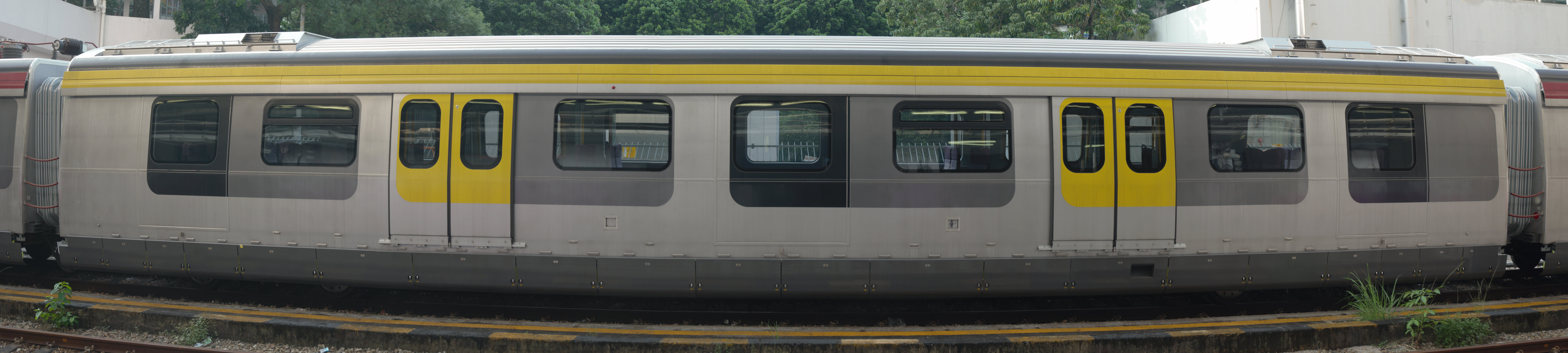
F차 (1등석 동력차), F005호 객차 측면

열차는 9량과 10량 편성으로 설계되었다.:
- 9량: DM2-PT-MH2+MH-PT1-MFH+MH1-PT-DM1
- 10량: DM2-PT-MH2+MPH-MH-PT1-MFH+MH1-PT-DM1

| 객차번호  | D0xx/1xx               | P0xx/1xx                    | M0xx/1xx       | M0xx/1xx      | P0xx/1xx                     | F0xx/1xx       | M0xx/1xx       | P0xx/1xx                    | D0xx/1xx               |
| 동력 구성 | 동력차, 제어실 （DM2） | 무동력차, 팬터그래프 （PT） | 동력차 （MH2） | 동력차 （MH） | 무동력차, 팬터그래프 （PT1） | 동력차 （MFH） | 동력차 （MH1） | 무동력차, 팬터그래프 （PT） | 동력차, 제어실 （DM1） |
| 동력장치  | 장치1                  | 장치1                       | 장치1          | 장치2         | 장치2                        | 장치2          | 장치3          | 장치3                       | 장치3                  |

| 하행/남행 (아드미랄티 방면) | 동철선의 열차 편성 (43대 열차 편성) | (로우 / 록마자우* 방면) 상행/북행 |
| |                                     |                                   |
| 홍콩으로 배송된 열차 편성 (34대 열차 편성) - D001-P001-M001+M002-P002-F002+M003-P003-D003 - D004-P004-M004+M005-P005-F005+M006-P006-D006 - D007-P007-M007+M008-P008-F008+M009-P009-D009 - D010-P010-M010+M011-P011-F011+M012-P012-D012 - D013-P013-M013+M014-P014-F014+M015-P015-D015 - D016-P016-M016+M017-P017-F017+M018-P018-D018 - D019-P019-M019+M020-P020-F020+M021-P021-D021 - D022-P022-M022+M023-P023-F023+M024-P024-D024 - D025-P025-M025+M026-P026-F026+M027-P027-D027 - D028-P028-M028+M029-P029-F029+M030-P030-D030 - D031-P031-M031+M032-P032-F032+M033-P033-D033 - D034-P034-M034+M035-P035-F035+M036-P036-D036 - D037-P037-M037+M038-P038-F038+M039-P039-D039 - D040-P040-M040+M041-P041-F041+M042-P042-D042 - D043-P043-M043+M044-P044-F044+M045-P045-D045 - D046-P046-M046+M047-P047-F047+M048-P048-D048 - D049-P049-M049+M050-P050-F050+M051-P051-D051 - D052-P052-M052+M053-P053-F053+M054-P054-D054 - D055-P055-M055+M056-P056-F056+M057-P057-D057 - D058-P058-M058+M059-P059-F059+M060-P060-D060 - D061-P061-M061+M062-P062-F062+M063-P063-D063 - D064-P064-M064+M065-P065-F065+M066-P066-D066 - D067-P067-M067+M068-P068-F068+M069-P069-D069 - D070-P070-M070+M071-P071-F071+M072-P072-D072 - D073-P073-M073+M074-P074-F074+M075-P075-D075 - D076-P076-M076+M077-P077-F077+M078-P078-D078 - D079-P079-M079+M080-P080-F080+M081-P081-D081 - D082-P082-M082+M083-P083-F083+M084-P084-D084 - D085-P085-M085+M086-P086-F086+M087-P087-D087 - D088-P088-M088+M089-P089-F089+M090-P090-D090 - D091-P091-M091+M092-P092-F092+M093-P093-D093 - D094-P094-M094+M095-P095-F095+M096-P096-D096 - D097-P097-M097+M098-P098-F098+M099-P099-D099 - D100-P100-M100+M101-P101-F101+M102-P102-D102 홍콩으로 배송 대기중인 열차 편성 (9대 열차 편성) - D103-P103-M103+M104-P104-F104+M105-P105-D105 - D106-P106-M106+M107-P107-F107+M108-P108-D108 - D109-P109-M109+M110-P110-F110+M111-P111-D111 - D112-P112-M112+M113-P113-F113+M114-P114-D114 - D115-P115-M115+M116-P116-F116+M117-P117-D117 - D118-P118-M118+M119-P119-F119+M120-P120-D120 - D121-P121-M121+M122-P122-F122+M123-P123-D123 - D124-P124-M124+M125-P115-F125+M126-P126-D126 - D127-P127-M127+M128-P116-F128+M129-P129-D129 NB: - 노란색 바탕은 1등석을 가리킨다. |                                     |                                   |

### 내용주
1. ↑  "-": 동일 그룹, "+":다른 그룹
2. ↑  일등석 내부는 기본적으로 입석이 없다.

### 참조주
1. ↑  팬터그래프, 냉방장치 제외
2. ↑  Under the Wires to Lo Wu, The Railway Magazine, November 1983
3. ↑  Barrow, Keith (2012년 12월 19일). “MTR orders trains and signalling for Shatin – Central Link”. 《International Railway Journal》. 2018년 2월 13일에 원본 문서에서 보존된 문서. 2015년 7월 28일에 확인함.
4. 1 2  “New Trains and Signalling System for the future Shatin to Central Link” (PDF). 《MTR (Press Release)》. 2012년 12월 14일. 2016년 5월 7일에 원본 문서 (PDF)에서 보존된 문서. 2015년 7월 28일에 확인함.
5. ↑  “2nd MTR shipment successful delivery”. Pioneer Logistics Group. 2015년 12월 19일. 2016년 10월 5일에 원본 문서에서 보존된 문서. 2016년 10월 4일에 확인함.
6. 1 2  港鐵公司. “沙中綫新列車九月起到港” (PDF). 2015년 7월 30일에 확인함.
7. ↑  “東鐵9卡/12卡車混跑計劃”. hkitalk.net 香港交通. 2020년 5월 31일에 확인함.
8. ↑  “LCQ1: Crowdedness in MTR train compartments”. Hong Kong Government Press Release. 2016년 8월 15일에 확인함.
9. ↑  “東鐵線將減三卡車廂 市民質疑難加班次疏導”. Stand News. 2016년 8월 15일에 확인함.
10. ↑  沙中線韓製新列車曝光！車廂設動態路線圖，東方報業集團網站，2016年4月12日
11. ↑  https://www.facebook.com/MTRiders/mediaset?album=pb.1550011891899273
12. ↑  R-train 編組資料及未來東鐵載客量推算數字，HKiTalk
13. ↑  #295，南北線新車消息及規格，HKiTalk